# 多伊岑
多伊岑（德語：Deutzen）是德国萨克森州的一个市镇。总面积6.62平方公里，总人口1807人，其中男性922人，女性885人（2011年12月31日），人口密度273人/平方公里。